# Phomopsis hieracii
Phomopsis hieracii är en svampart som beskrevs av H.C. Greene 1953. Phomopsis hieracii ingår i släktet Phomopsis och familjen Diaporthaceae.   Inga underarter finns listade i Catalogue of Life.